# Clan Scott
Scott ist der Name eines schottischen Clans, der aus dem Gebiet der Scottish Borders stammt. 

## Geschichte
Der erste historisch verbürgte schottische Scott war Uchtredus filius Scoti, der im 12. Jahrhundert lebte und der Urahne der Scotts von Buccleuch und Balwearie war. Bis zum Ende des 15. Jahrhunderts war der Clan zu einer der mächtigsten Familien aus dem Grenzgebiet geworden. 
Der bekannteste Clanangehörige dürfte der Schriftsteller Sir Walter Scott gewesen sein, ein Nationalheld Schottlands, der die schottische Geschichte in historischen Romanen verewigte und auch den Tourismus in seinem Heimatland einführte, indem er unter anderem den ersten Besuch eines britischen Monarchen seit Charles II. organisierte, als George IV. 1822 nach Edinburgh kam.
Die Führungsstellung eines Clan Chief ging durch die Heirat der Anne Scott, 4. Countess of Buccleuch, mit James Scott, 1. Duke of Monmouth, einem nichtehelichen Sohn des schottischen und englischen Königs Charles II., der daraufhin den Familiennamen seiner Frau annahm, auf die heute noch blühenden Dukes of Buccleuch und Queensberry über, die somit eine Bastardlinie des alten schottischen (und später britischen) Königshauses Stuart darstellen. 
Das Motto des Clans lautet Amo („Ich liebe“).

## Adelstitel
Angehörige des Clans führen bzw. führten folgende britische Adelstitel:
Peerage of Scotland
- Duke of Buccleuch (1663)
- Duke of Queensberry (1684)
- Marquess of Dumfriesshire (1683)
- Earl of Buccleuch (1619)
- Earl of Drumlanrig and Sanquhar (1682)
- Earl of Deloraine (1706)
- Earl of Dalkeith (1663)
- Viscount of Nith, Tortholwald and Ross (1682)
- Viscount of Hermitage (1706)
- Lord Douglas of Kilmount, Middlebie and Dornock (1682)
- Lord Scott of Buccleuch (1606)
- Lord Scott of Whitchester and Eskdaill (1619)
- Lord Napier (1627)
- Lord Douglas of Kilmount, Middlebie and Dornock (1682)
- Lord Polwarth (1690)
- Lord Goldielands (1706)

Peerage of England
- Duke of Monmouth (1663)
- Earl of Doncaster (1663)
- Baron Scott of Tindale (1663)

Peerage of Ireland
- Earl of Clonmell (1793)
- Viscount Clonmell (1789)
- Baron Earlsfort (1784)

Peerage of Great Britain
- Baron Montagu of Boughton (1786)

Peerage of the United Kingdom
- Earl of Eldon (1821)
- Viscount Encombe (1821)
- Baron Stowell (1821)
- Baron Eldon (1799)
- Baron Scott of Foscote (Life Peerage, 2000)
- Baroness Scott of Needham Market (Life Peerage, 2000)
- Baroness Scott of Bybrook (Life Peerage, 2015)

Baronetage of Nova Scotia
- Scott Baronet, of Thirlstane in the County of Selkirk (1666)
- Scott Baronet, of Ancrum in the County of Roxburgh (1671)

Baronetage of England
- Scott Baronet, of Kew Green in the County of Middlesex (1653)

Baronetage of the United Kingdom
- Scott Baronet, of Great Barr in the County of Stafford (1806)
- Sibbald/Scott Baronet, of Dunninald in the County of Forfar (1806)
- Scott Baronet, of Abbotsford in the County of Roxburgh (1820)
- Scott Baronet, of Lytchet Minster in the County of Dorset (1821)
- Scott Baronet, of Connaught Place in the County of London (1899)
- Scott Baronet, of Beauclerc in the County of Northumberland (1907)
- Scott Baronet, of the Yews in the County of Westmorland (1909)
- Scott Baronet, of Witley in the County of Surrey (1913)
- Scott Baronet, of Rotherfield Park in the County of Southampton (1962)

## Bekannte Mitglieder
- Franz Eduard von Scott (1730–1803), of Auchtydonald, königlich preußischer Generalmajor
- Robert Scott (1646–1714), kurhannoverischer Leibarzt

## Bilder

Clan-Abzeichen mit Motto
Ursprüngliches Stammwappen des Clans
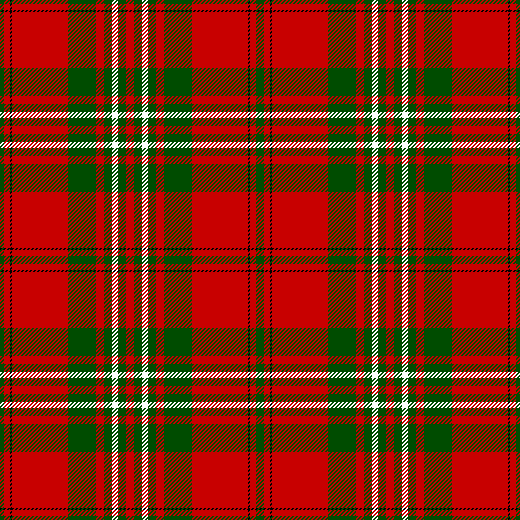
Tartan